# بهاراب (مقاطعة دهلران)
بهاراب (بالفارسية: بهاراب) هي قرية تقع في قسم سيدابراهيم الريفي (مقاطعة دهلران) في إيران. يقدر عدد سكانها بـ 0 نسمة بحسب إحصاء 2016.